# Лось американський
Лось американський (Alces americanus) — вид ссавців, родини оленевих (Cervidae). Відрізняється від Alces alces каріотипом, забарвленням, розмірами тіла і пропорціями, формою передщелепної кістки, забарвленням, структурою, розмірами рогів. Межею між видами, здається, є річка Єнісей.

## Систематика
Деякі вчені вважають лося американського окремим видом від Alces alces на підставі різниць каріотипу, розмірах і пропорціях тіла, кісток черепа, забарвлення та будови рогів, інші вважають це виділення передчасним і допускають лише підвидовий статус цих тварин як Alces alces americanus, причому на американському континенті вважають наявними ще два інших підвиди — A. a. andersoni тиа A. a. gigas.

## Проживання, поведінка
Країни проживання: Канада, Китай, Монголія, Російська Федерація (східний Сибір), США.

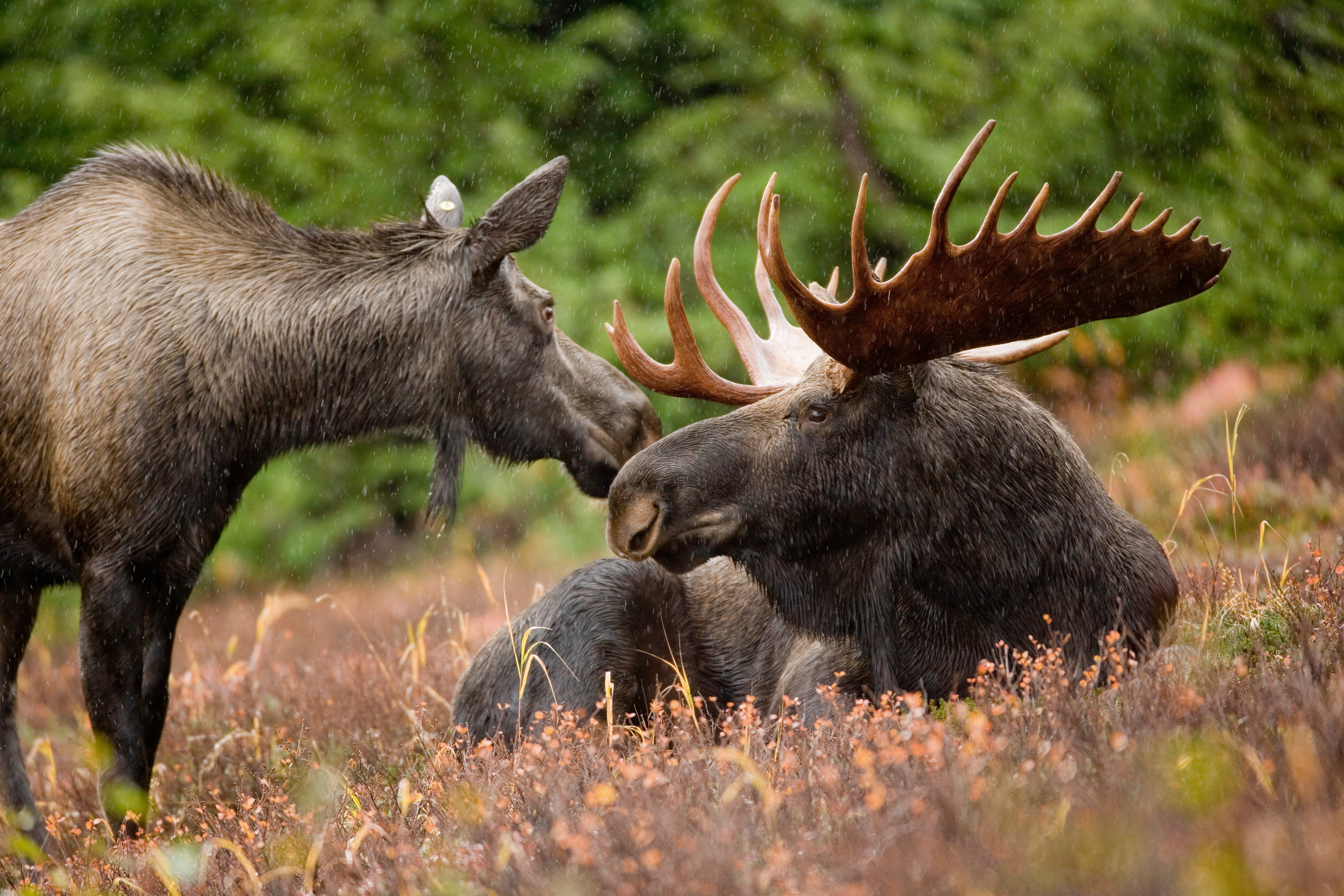
Самець і самиця на Алясці.
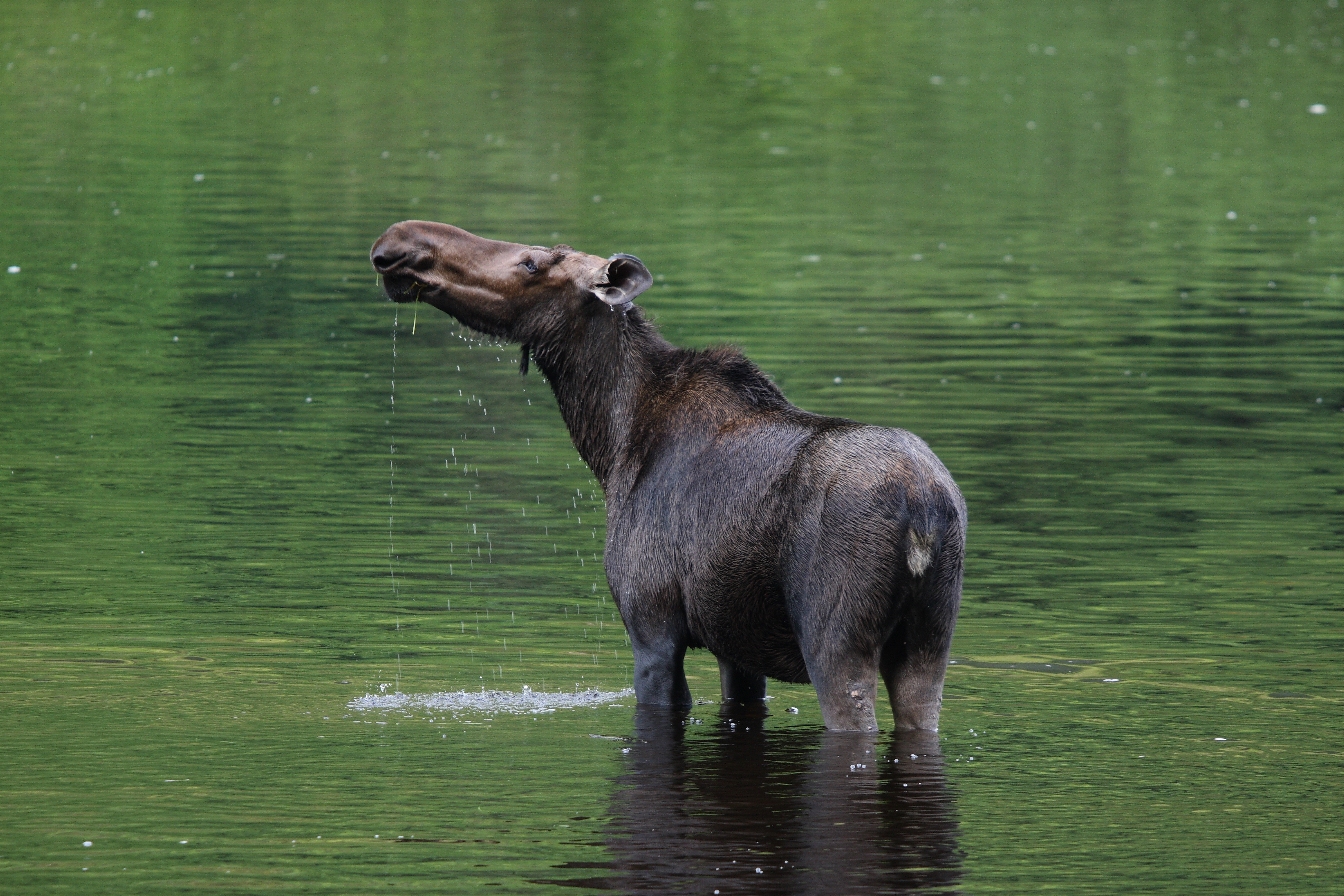
Самиця на річці Жак-Картьє, в національному парку Жак-Картьє (Квебек, Канада).
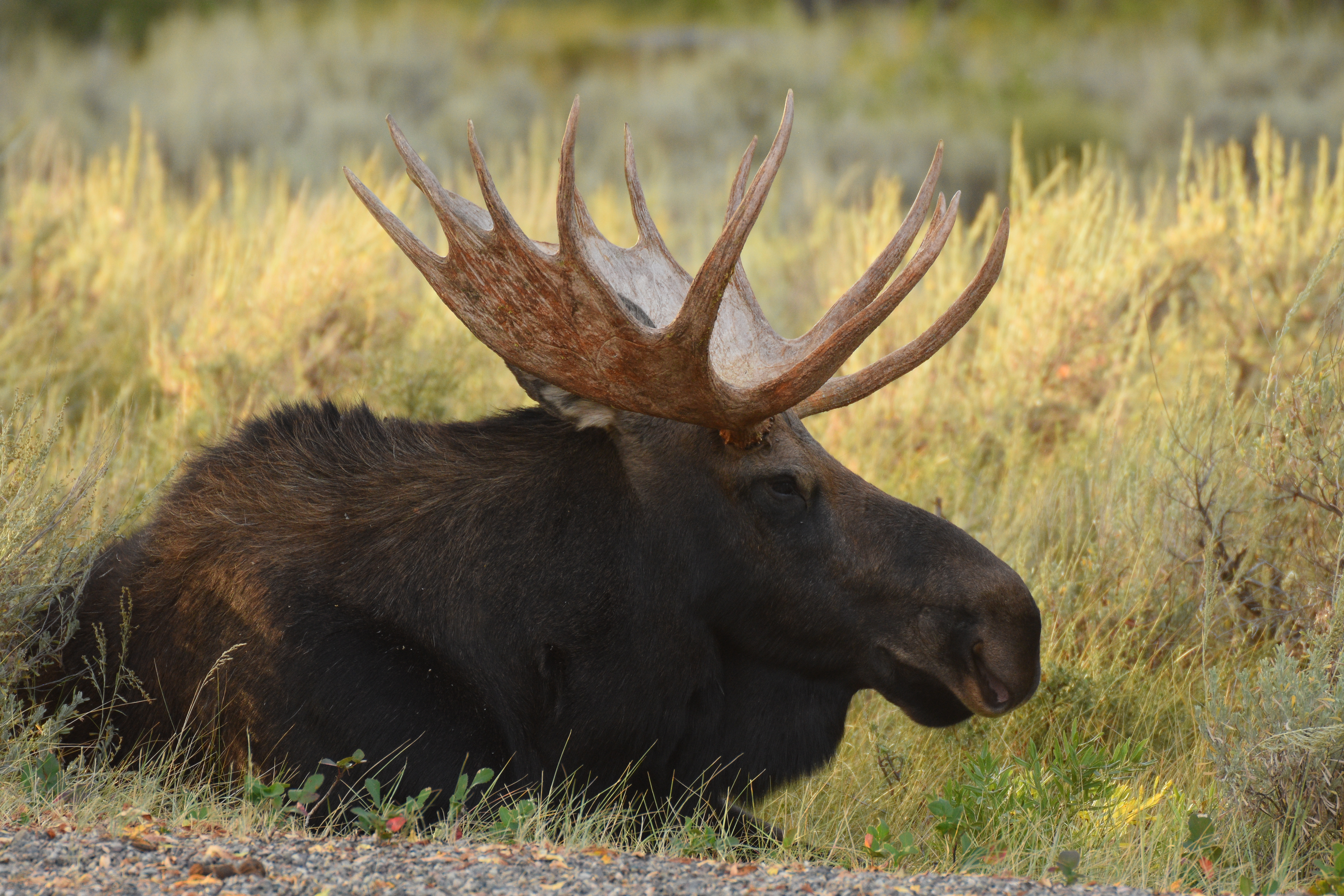
Дорослий самець лежить у Єлловстонському національному парку у США.